# Billaea capensis
Billaea capensis là một loài ruồi trong họ Tachinidae.